# Música disco

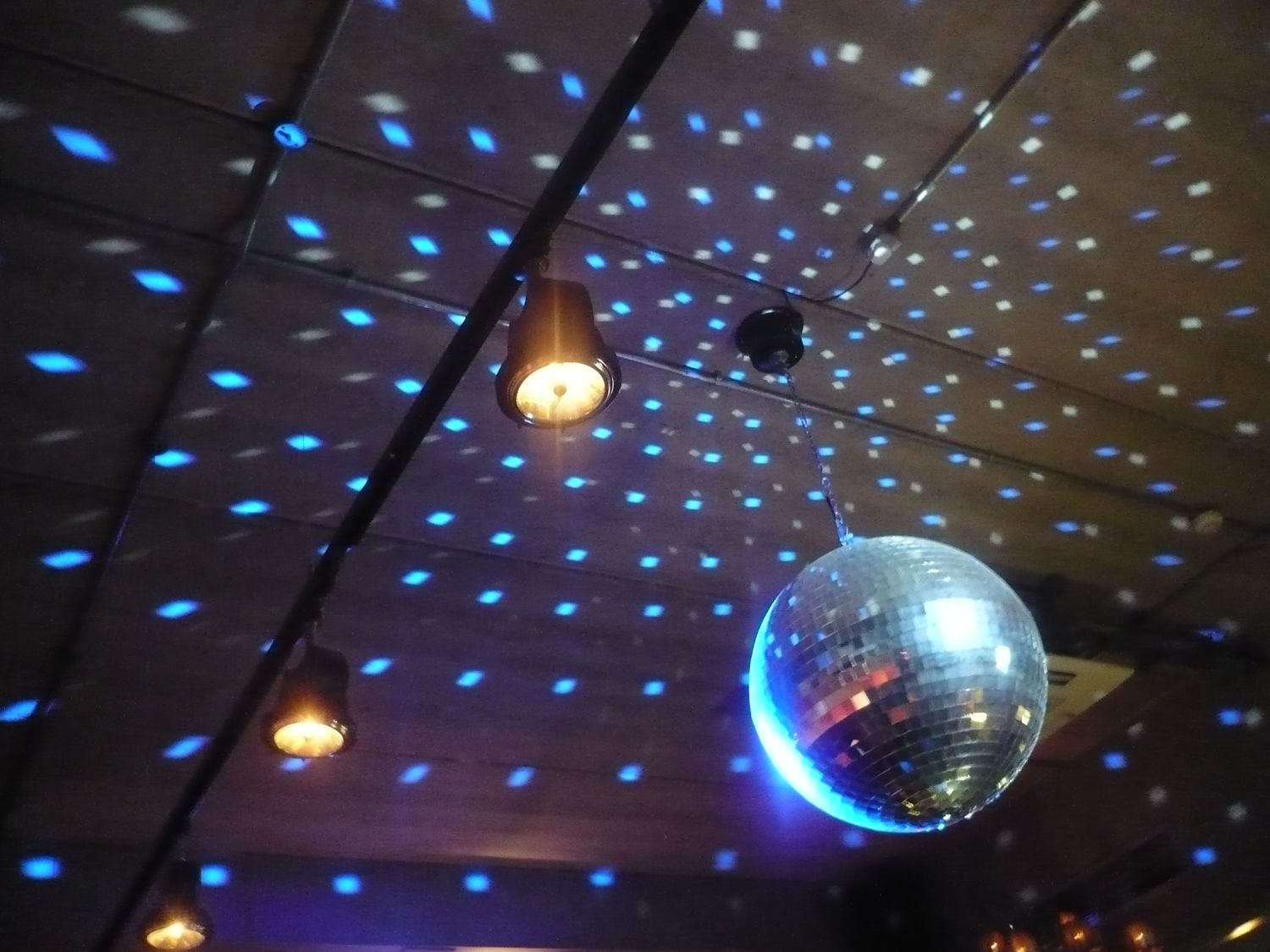
Bola de espejos representativa de la época disco

La música disco, también conocida simplemente como disco, es un género de música de baile y una subcultura que surgió en la década de 1960 en la vida nocturna urbana de los Estados Unidos. Su sonido se caracteriza por un ritmo pulsante four-on-the-floor, líneas de bajo sincopadas, secciones de cuerdas, metales y trompetas, piano eléctrico, sintetizadores y guitarras rítmicas eléctricas.
La música disco comenzó como una mezcla de música en lugares populares entre los afroestadounidenses, los hispanos/latinoamericanos, los homosexuales estadounidenses y los italoestadounidenses en Filadelfia y Nueva York desde finales de la década de 1960 hasta principios de la siguiente década. Disco puede verse como una reacción de la contracultura en la década de 1960 tanto al dominio de la música rock como a la estigmatización de la música de baile en ese momento. Se desarrollaron varios estilos de baile durante el período de popularidad de la música disco en los Estados Unidos, incluidos el "Bump" y el "Hustle".
En el transcurso de los 70, la música disco se desarrolló aún más, principalmente por artistas y agrupaciones de Estados Unidos y Europa. Entre los conocidos se encuentran los Bee Gees, ABBA, Donna Summer, Gloria Gaynor, Baccara, Silver Convention, Dan Hartman, Boney M., Giorgio Moroder, Earth Wind & Fire, Lipps Inc., Chic, KC & the Sunshine Band, Amii Stewart, Thelma Houston, Sister Sledge, Cerrone, Sylvester, Chaka Khan, The Trammps, Diana Ross, Michael Jackson, Kool & the Gang, Cheryl Lynn, Santa Esmeralda y los Village People. Si bien aquellos mencionados atrajeron la atención del público, los productores que trabajaban en el estudio jugaron un papel importante en el desarrollo del género. A finales de 1970, la mayoría de las principales ciudades de los Estados Unidos tenían prósperas escenas de discotecas y los disc jockeys mezclaban éxitos del género en centros nocturnos como Studio 54 en Manhattan, un lugar popular entre las celebridades. Los clientes de las discotecas a menudo usaban atuendos caros y extravagantes, que consistían predominantemente en pantalones o vestidos sueltos para facilitar el movimiento mientras bailaban. También había una próspera subcultura de drogas en la escena, particularmente de aquellas que mejorarían la experiencia de bailar con la música alta y las luces parpadeantes, como la cocaína y los quaaludes, siendo estos últimos tan comunes en la subcultura disco que fueron apodados "disco biscuits". Studio 54 también se asoció con la promiscuidad como reflejo de la revolución sexual de aquella época en la historia popular. Películas como Saturday Night Fever (1977) y Thank God It's Friday (1978) contribuyeron a la popularidad de la música disco.
Disco declinó como una tendencia importante en la música popular en los Estados Unidos después de la infame "Disco Demolition Night" en 1979, y su popularidad continuó disminuyendo drásticamente en dicho país a principios de la siguiente década; sin embargo, siguió siendo popular en Italia y algunos países europeos a lo largo de los años 1980, y durante este tiempo también comenzó a ponerse de moda en lugares como India y el Medio Oriente, donde los aspectos de la música disco se mezclaron con estilos folclóricos regionales como gazales y danza del vientre. Disco eventualmente se convertiría en una influencia clave en el desarrollo de la música de baile electrónica, el house, hip hop, new wave, dance punk y post-disco. El estilo ha tenido varios renacimientos desde los años 1990 y la influencia de la música disco sigue siendo fuerte en la música pop estadounidense y europea. Ha estado en marcha un renacimiento desde principios de los años 2010, alcanzando una gran popularidad a principios de los años 2020. Los álbumes que han contribuido a este renacimiento incluyen Confessions on a Dance Floor, Random Access Memories, The Slow Rush, Future Nostalgia, What's Your Pleasure?, Róisín Machine de Róisín Murphy, About Last Night... de Mabel, Special de Lizzo, Funk Wav Bounces Vol. 2 de Calvin Harris y el propio álbum de Kylie Minogue titulado Disco.

## Características generales de la música disco

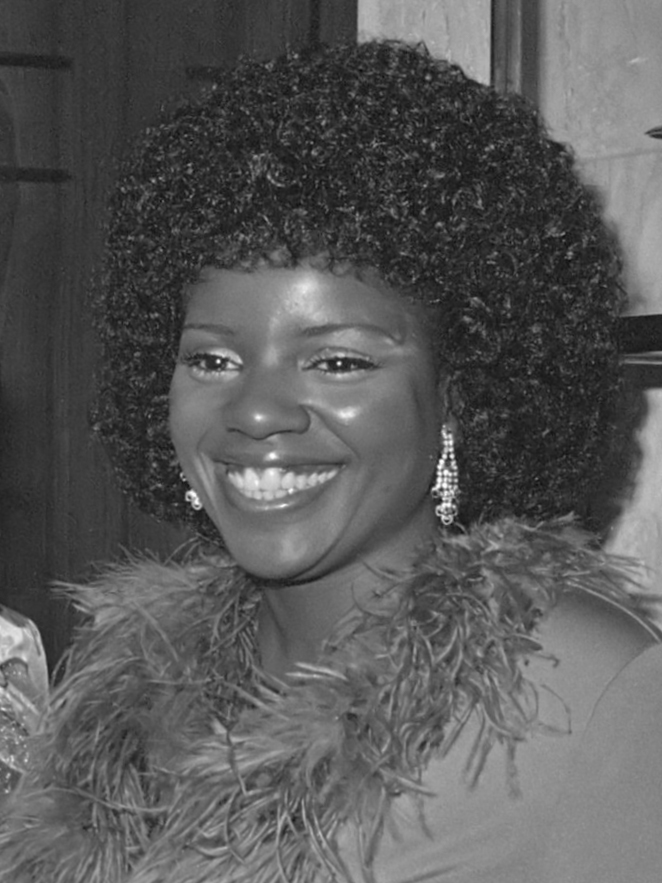
Imagen de 1976 de Gloria Gaynor, una de las mayores exponentes de la música disco con canciones como "I Will Survive".

### Estructura musical de la música disco

#### Ritmo de la música
La música pop dominó la escena musical hasta el comienzo del disco, en la primera mitad de los años 1970. Las canciones disco habitualmente estaban estructuradas sobre un compás de 4/4 repetitivo, marcado por una figura de hi hat, de ocho o dieciséis tiempos abierto en los tiempos libres, y una línea predominante de bajo sincopado, con voces fuertemente reverberadas. Son fácilmente reconocibles por sus ritmos repetitivos (generalmente entre 110 y 136 pulsaciones por minuto) y para ser exactos 125 pulsos por minuto hicieron de este ritmo el éxtasis con un sonido pegadizo, con frecuencia inspirados por ritmos de origen latino como merengue, rumba o samba. El uso del open hi-hat a un ritmo 4/4 es una característica que se percibe claramente y que se estableció en el tema "The Love I Lost", de Harold Melvin & The Blue Notes, en septiembre de 1973 (Philladelphia International Records), con el baterista Earl Young de la banda de sesión MFSB.

#### Armonías y arreglos
El sonido orquestal usualmente conocido como sonido disco se fundamentaba en la presencia de secciones de cuerda (violines, violas, cellos) y metales, que desarrollaban frases lineales en unísono tras una base instrumental formada por el piano eléctrico y la guitarra eléctrica (con toques sincopados claramente tomados del funk). Al contrario del rock, la guitarra solista es inusual.[cita requerida]
El resultado era una especie de muro de sonido, brillante, donde los grupos orquestales tomaban los papeles solistas y con un background armónico, fundamentado en una progresión de acordes bien definida (menor/séptima/menor), con predominio de los acordes de séptima mayor.[cita requerida]

### Ámbito temporal
La música disco tuvo su etapa de mayor proyección en un periodo de ocho años comprendido entre 1974 y 1982, aproximadamente, con un revival en los años 1990.[cita requerida]
Precisamente hacia la mitad de los años 1970, obtuvieron sus principales éxitos los intérpretes más característicos de la música disco, como MFSB, Gloria Gaynor, The Trammps, Donna Summer, The Jackson 5, Chic, Barry White, Kool & the Gang, The Bee Gees, KC and the Sunshine Band, Village People, Boney M, Earth, Wind and Fire, Baccara o ABBA. Otros muchos artistas, que habitualmente no trabajaban el género, grabaron canciones disco en la cima de su popularidad, como por ejemplo Leo Sayer (You Make me feel like dancing), Rod Stewart (Do you think i'm sexy?), Electric Light Orchestra (Last Train To London), Blondie (Heart Of Glass) e incluso Queen realizó un trabajo con influencias de música disco (Hot Space).[cita requerida]
Diversas películas, como Saturday Night Fever y Thank God It's Friday, contribuyeron al despegue de la música disco entre el público. Aunque la popularidad de la música disco declinó a comienzo de los años 1980, mantuvo una importante influencia en el desarrollo de la música de baile electrónica de los años 1980 y 90, así como en géneros como el house o el techno.

## Historia y orígenes

### Orígenes

#### Soul de finales de los 1960
La música disco toma sus raíces del soul de finales de los años 1965, y en ese proceso de evolución toman parte un importante número de artistas del género, que van aportando paulatinamente los elementos que acabarán definiendo la música disco.Barry White es uno de estos nexos y el primero que resaltó el papel de un ritmo insistente acompañando a melodías y arreglos orquestales. Sin embargo, quizás sea el tema de Jerry Butler, Only the Strong Survive (1969), el primer ejemplo de combinación de los elementos que definirían la música disco. Este tema aunaba los sonidos del soul de Filadelfia y Nueva York, junto con las evoluciones del sonido Motown.
El soul de Filadelfia, precisamente, se caracterizaba por su mezcla de percusión repetitivamente hipnótica con arreglos de cuerdas, y su huella se ve claramente en temas como "K-Jee" (1971) de The Nite-Liters y "Love Is The Message" (1973) de MFSB. La producción "Soul Makossa" (1972), del saxofonista camerunés Manu Dibango, fue uno de los primeros éxitos disco. Sin embargo, el término disco no fue utilizado hasta que el crítico Vince Aletti lo incluyó en la revista Rolling Stone, en su artículo "Discotheque Rock '72: Paaaaarty!", sobre la nueva tendencia de clubes de baile que comenzaban a aflorar en Nueva York.

#### Studio 54 y otras salas

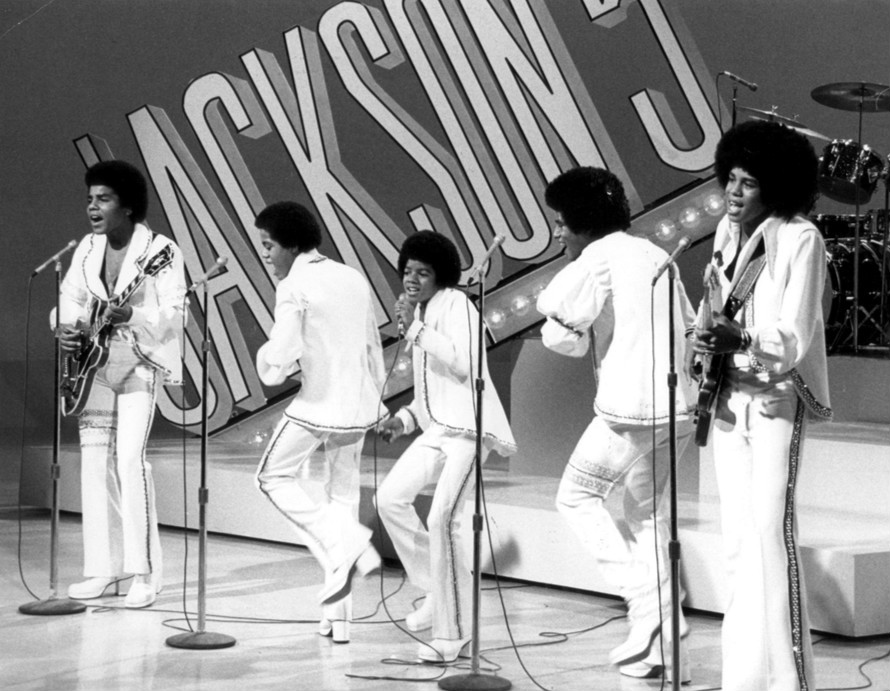
The Jackson Five

Si hubiese que identificar cada música con un lugar, el fortín de la música disco sería, sin duda, la célebre discoteca neoyorquina "Studio 54" donde los dj, con la finalidad de prolongar la diversión, y utilizando para ello dos platos con una misma canción, lograron extender considerablemente la duración de los temas de éxito. Eso dio como resultado las versiones de 12 pulgadas, donde se invitaba a bailar, y moverse disfrutando de la música, según el término definitorio del momento: Boogie.
Algunas otras salas de fiestas también obtuvieron prestigio: The Limelight, Magique, L'amour, Sanctuary, Paradise Garage, etc.

#### Primeros éxitos en las listas
El tema "Love's Theme", de Barry White & Love Unlimited Orchestra, fue n.º 1 en los charts de sencillos en febrero de 1974 convirtiéndose así en el pionero de los grandes éxitos de la música disco. "Rock The Boat" de los californianos Hues Corporation también fue otro sencillo destacado que alcanzó el n.º 1 (en julio de 1974) vendiendo además más de 2 millones de copias en los EE. UU.. También alcanzó este privilegiado estatus el mismo Barry White en septiembre de ese mismo año al imponer un nuevo éxito con "Can't Get Enough of Your Love, Babe". En diciembre de 1974 Carl Douglas con su sencillo "Kung Fu Fighting" logró llegar al número 1 de las listas de EE. UU. y vender más de 11 millones de copias. Por otra parte el 27 de octubre de 1974 Gloria Gaynor publicó su primer sencillo que era una versión de un tema de The Jackson 5: "Never Can Say Goodbye". El tema se convirtió en paradigma del género y además fue el primer sencillo de su primer álbum de vinilo con formato disco mix: Never Can Say Goodbye lanzado el 23 de enero de 1975.
En 1975, éxitos como "The Hustle", de Van McCoy o "Love to Love You, Baby", de Donna Summer, acabaron por consolidar la primacía de la música disco. Hubo otros muchos temas de gran éxito, a nivel mundial, entre 1974 y 1975: The Jackson 5 con "Dancing Machine" (1974), George McCrae con el tema "Rock Your Baby" (1974), "Lady Marmalade" (1974) del trío LaBelle, The Four Seasons y su "December, 1963 (Oh, What a Night)" (1975) o el proyecto alemán Silver Convention con "Fly Robin Fly" (1975) y "Get Up and Boogie" (1976), primeros ejemplos europeos del género o eurodisco.
Sin embargo, fueron los Bee Gees quienes pusieron la cara más visible a la música disco. El grupo había sido popular en la década anterior por sus baladas, e incluso habían competido con los Beatles en los charts, aunque habían desaparecido durante algún tiempo. La habilidad de Barry Gibb para cantar en falsete y la inmersión del grupo en el disco, le proporcionaron su primer n.º 1 después de muchos años con Jive Talkin' (1975) y, sobre todo, con You Should be Dancing (1976). Ambos temas se incluyeron, posteriormente, en la banda sonora de la película Saturday night fever (1977) de John Badham y protagonizada por John Travolta.

### 1975-1979: la edad de oro
A partir de 1975, un gran número de artistas que nunca antes habían tocado el género, comienzan a grabar canciones disco, en muchos casos por imposición de las discográficas, buscando un hit. Ejemplos notables de esto, fueron temas como 
You'll Never Find Another Love like Mine (Lou Rawls, 1976), Silly love song (Wings, 1976); Got to give it up (Marvin Gaye, 1977); You Make Me Feel Like Dancing (Leo Sayer, 1977); Miss You (Rolling Stones, 1978); "I was made for lovin' you" (Kiss, 1979); Heart of glass (Blondie, 1979), Copacabana (Barry Manilow, 1978); I'm every woman (Chaka Khan, 1978); Boogie Nights (Heatwave 1978); Do You Think I'm Sexy? (Rod Stewart, 1978); Last train to London (Electric Light Orchestra, 1979); o los éxitos de Michael Jackson, Don't Stop 'til You Get Enough y Off the Wall (1979). 
Sylvester también fue un claro representante de la música Disco. Temas inolvidables como You Make Me Fell (Mighty Real), Dance (Disco Heat) pegaron fuerte en 1978. Sus éxitos continuaron en los ochenta con los álbumes Do Ya Wanna Funk y Call me.
La publicación de la Banda sonora de la película Fiebre del sábado noche (1977), uno de los álbumes más vendidos de la historia de la música popular, catapultó a los Bee Gees, nuevamente, al número 1 de las listas de éxitos de todo el mundo, con ocho sencillos diferentes, entre los que destacan Stayin' alive, You Should Be Dancing, Night Fever, More Than a Woman, Jive Talkin', y entre otras, también son considerados cómo los reyes de la música disco.

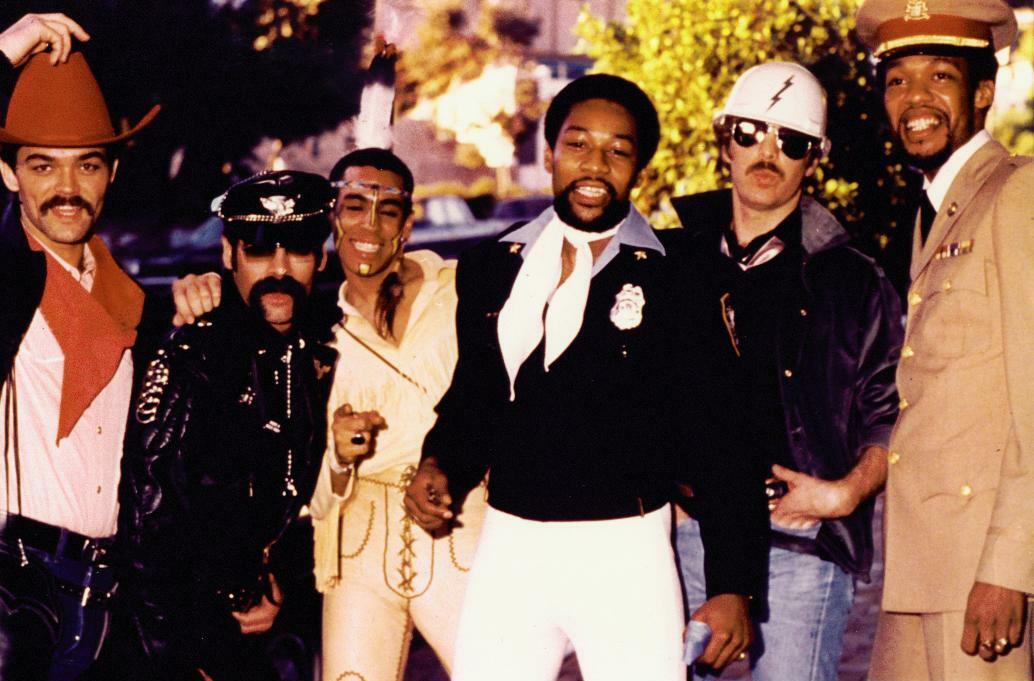
Village People.

En la misma época en que el género se consolidaba, algunas agrupaciones ajenas al mismo se adentraron en la música disco, asimilando tanto elementos del sonido New York, como del de Filadelfia, y añadiendo también toques latinos; por ejemplo, la Salsoul Orchestra, dirigida por Vincent Montana Jr. Paralelamente el género en Europa desarrolla algunos éxitos en el modo italo-disco con el grupo La Bionda. Incluso algunos grupos de rock de primera línea publicaron temas con claras influencias disco: Miss you de Rolling Stones, I was made for lovin'you de Kiss, etc. También grandes factorías de Hollywood, como Disney, se vieron influenciadas por el género. Los estudios Disney, publicaron, en 1979, un LP denominado Mickey Mouse Disco con algunas pistas que llegaron a ser muy conocidas, como Macho Duck (Pato Macho, en español) y Disco Mickey Mouse (con versiones en inglés y castellano). El disco se publicó en ambos idiomas y alcanzó un éxito aceptable, constituyendo un acercamiento infantil a la música disco. Del mismo modo, se publicó Sesame Street Fever con los personajes de Barrio Sésamo, los cuales también interpretaban música disco de tipo familiar y donde también colaboró Robin Gibb de los Bee Gees. Si bien todo esto, pudo verse en un comienzo como una evidencia de la fuerza del fenómeno disco en los medios, el mismo se llegó a convertir en una autoparodia y fue ciertamente un aliciente a su inminente descrédito que provocaría una reacción anti-disco en otros.

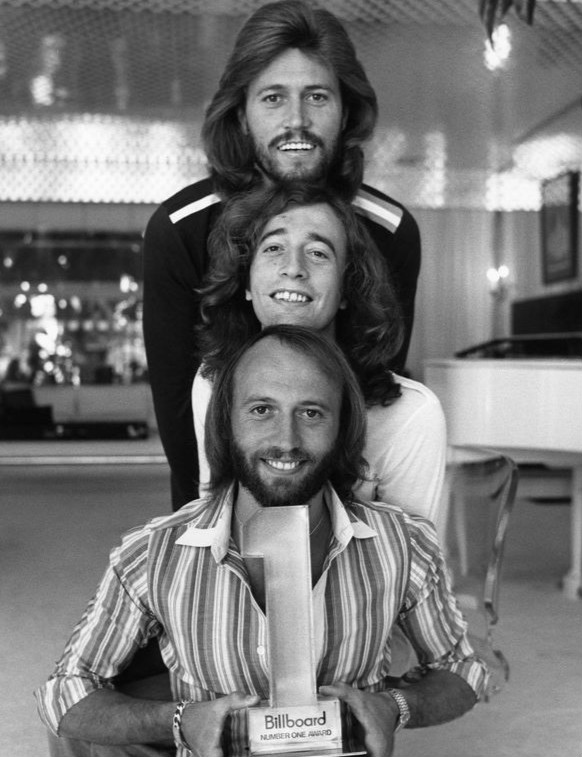
Los Bee Gees.

Las series y programas de TV de la época en general adoptan pistas de presentación y de acompañamiento de escenas de acción basadas en la música disco. Es el caso de CI5 The Professionals (1977), CHiPs (1977), o La Mujer Maravilla (1977), o la más comedia-romance El Crucero del Amor (1978).

### El declive del género

#### Parodias
Varias parodias del estilo de vida disco fueron creados. Rick Dees, en su tiempo como DJ radial en Memphis, Tennessee, grabó "Disco Duck" y "Dis-Gorilla" (1977); el roquero de vanguardia Frank Zappa parodió el estilo de vida de los discotequeros de fin de semana en su "Disco Boy" de su álbum de 1976 Zoot Allures primero, y en "Dancin' Fool" de su álbum de 1979 Sheik Yerbouti; en su álbum debut de 1982 el músico comediante "Weird Al" Yankovic incluye una canción disco llamada "Gotta Boogie", juego de palabras extendida en la similitud de la discoteca movimiento a la palabra de argot estadounidense "booger" (moco) y su homólogo británico "bogey".

#### Adaptaciones al disco
La música clásica fue incluso adaptada para las discotecas, especialmente por Walter Murphy en su hit "A Fifth of Beethoven" (1976, basado en el primer tema del primer movimiento de la Quinta sinfonía de Ludwig van Beethoven) y "Flight 76" (1976, sobre la base de "El vuelo del moscardón" de Rimski-Kórsakov , y la serie de álbumes y sencillos de "Hooked On Classics" de Louis Clark. Varios artistas que grabaron y "discotecaron" algunos arreglos de big band incluyendo Perry Como, quien regrabó su hit de 1939 "Tentación" en 1975, así como la ya muy mayor cantante Ethel Merman que lanzó un álbum de canciones del disco titulado "The Ethel Merman Disco álbum" en 1979. Para no pocos fue un caso irrisorio.
Un ejemplo que gozo de cierto éxito fue el tema "On the Air", del grupo francés Space. "On the Air" es una adaptación al disco de Johann Sebastian Bach.

#### Los antidisco
La popularidad de Fiebre del Sábado Noche llevó a las grandes discográficas a inundar el mercado de productos disco hechos de forma mecánica y homogeneizada para cubrir la demanda creciente de la audiencia. El adocenamiento de estos productos inevitablemente produjo actos para discoteca de dudosa calidad, lo que, junto a la saturación radial y mediática crearon un sentimiento antidisco cada vez más perceptible. Las emisoras de radio comenzaron a abandonar la música disco, sobre todo a partir de 1980. La emergencia de escenas alternativas, tanto en el rock (punk, new wave...), en la música R&B (Rap, Hip hop...) y para la misma escena de baile (Hi-NRG, Electro...) contribuyeron al declive del género.
El 12 de julio de 1979, tuvo lugar una escandalosa acción antidisco en Chicago, impulsada por diversos DJ de emisoras de hard rock, como Steve Dahl, Gerry Meier o Michael Veeck, y que adoptó formato de evento, bajo el nombre de Disco Demolition Night. El asunto incluyó la quema de álbumes de música Disco y acabó con un fuerte enfrentamiento con la policía y numerosos arrestados. Este conflicto influyó seriamente en el cambio de paisaje sonoro en los charts, donde la música disco tuvo hegemonía. No obstante, aún continúa habiendo algunos éxitos disco a comienzo de los ochenta, aunque con un estilo evolucionado y simplificado: Lipps Inc. (Funkytown, 1980); Kool & The Gang (Celebration, 1980); Spargo (Baby You and me, 1980); KC and The Sunshine Band (Give it up, 1982), The Weather Girls (It's raining men, 1982); The Pointer Sisters (I'm so excited, 1982); Donna Summer (Love is in control, 1982); Michael Jackson (Thriller y Billie Jean, 1982); Queen (Body Language, 1982); Imagination (Ilussion, 1982); The Mary Jane Girls (In My House, 1983); Prince (1999, 1983); Irene Cara (Flashdance, 1983), Baltimora (Tarzan Boy, 1983) Gloria Estefan and Miami Sound Machine (Conga, 1985).

#### Delsonido discoalsonido house
La transición entre la música disco de los 70 y el Dance de los 80 se produce básicamente en los estudios de grabación. Según afirmaciones de Gloria Gaynor, el cambio se origina debido a que los productores comienzan a tener sobrecostos en sus ediciones. Así que se sustituyen las enormes secciones de cuerdas y viento, y el amplio plantel de músicos de sesión por secuenciadores y cajas de ritmos. De este modo nacen los nuevos estilos del Dance como el Hi-NRG (Patrick Cowley, Lime, Trans X) y el electro (D-Train, Afrika Bambaataa).
Paralelamente el género, ya decadente, asimila variadas influencias del jazz y el funk estilizado de George Clinton, generando nuevas vías de desarrollo (Acid Jazz, Groove) que inundaron las discotecas de EE. UU. y Reino Unido. 
Entre 1980 y 1983 los primeros ejemplos de Dance ya reconocible, encontramos a D.Train, Kashif o Patrice Rushen.
El sencillo Planet Rock de Afrika Bambaataa (1982), producido por Arthur Baker, marca el giro definitivo del disco hacia el hip-hop y el electro, fuertemente influenciado, entre otros, por los germanos Kraftwerk y su Trans Europa Express, así como también los japoneses Yellow Magic Orchestra. El nombre del estilo fue electro funk.
Serían finalmente productores como el propio Giorgio Moroder en Europa y Larry Levan o Frankie Knuckles en EE. UU. quienes, jugando con loops y bajos poderosos, impulsarían el house, vinculado a clubs como el Paradise Garage (Nueva York) o el Warehouse, en Chicago.

### El resurgimiento del disco en los años noventa
La aparición de algunos discos de artistas renombrados, a mediados de los noventa, que incorporaban elementos claramente disco, originó un breve resurgir del género en la década de los 90. Se publicaron canciones neo-disco así como algunas mezclas entre Hip hop y Música Disco, con artistas como Pet Shop Boys (New York City Boy,1999), U2 (Lemon,1993), Brand New Heavies (Spend Some Time, 1994), Spice Girls (Who Do You Think You Are, 1995), Jamiroquai (Cosmic Girl, 1996; Little L, Love Foolosophy, You Give Me Something, 2001), N-Trance (Stayin Alive, D.I.S.C.O., 1997), Ex-It (Night Fever, 1997), Will Smith (Gettin Jiggy With It, 1997), Kylie Minogue (Spinning Around, 2001), Sophie Ellis Bextor (Murder on The Dance Floor, 2002) o Justin Timberlake (Rock Your Body, 2004).
En esta misma década, una serie de videojuegos incluyeron algunos temas disco, como es el caso, entre otros, de Dance Dance Revolution 4th Mix (Shake Your Booty de KC and The Sunshine Band); Bust A Groove (The Natural Playboy) o 'Bust A Groove 2 (Lets the Music Take Control), etc. Para la saga Bust a Groove, los temas fueron especialmente compuestos para representar a un personaje denominado Hiro, que es un fanático bailarín de este tipo de música.

### El género en la actualidad
Las influencias de la música disco permanecen aún en temas recientes, por ejemplo, Big Girl (You Are Beautiful) de Mika, Shut Up And Let Me Go de The Ting Tings, Itsi Bitsy Bikini de Gummy Bear) o algo de lo que hacen Scissors Sisters (2007 y temas como "Hung Up" del álbum de Madonna, "Confessions on a Dance Floor" (2005). Así mismo, el J-Pop, en Japón, ha tenido breves éxitos con influencias disco, como Puffy AmiYumi, Cosmic Nefaretabi y Swimming Pool.
En los últimos años la Música Disco ha regresado a lo más alto de las listas de popularidad en el mundo a través de canciones que recogen su estilo, arreglos y principales elementos de composición, tal es el caso del álbum Random Access Memories de la banda Daft Punk, especialmente en canciones como Get Lucky o Lose Yourself to Dance, como esta misma banda había hecho en el pasado con el álbum Discovery y especialmente la canción One More Time. Otros éxitos que representan la actualidad de la Música disco son: Blurred Lines de Robin Thicke, Love Foolosophy y Little L de Jamiroquai, Sugar de Maroon 5, Birthday de Katy Perry, Can't Feel My Face y I Feel It Coming de The Weeknd, Want to Want Me de Jason Derulo, Adventure of a Lifetime de Coldplay, Can't Stop the Feeling! de Justin Timberlake, Feels o Promises de Calvin Harris, Sing de Ed Sheeran.
Bruno Mars ha lanzados varios éxitos inspirado en el Funk y la Música disco como: That's What I Like, Versace on the Floor, 24K Magic (canción), Uptown Funk y especialmente la canción Treasure ("tesoro") como homenaje al sonido disco de finales de los años 70. 
Durante el año 2020 en medio de la pandemia de COVID-19 se presentó un resurgimento inusitado de la música disco, dos canciones de este género llegaron a la posición más alta de la lista de Billboard Hot 100: Say So de Doja Cat y Dynamite (canción de BTS) de la banda BTS. También la cantante Dua Lipa presentó su álbum Future Nostalgia plagado de elementos de la cultura, el estilo y el sonido disco, logrando posicionar la canción Don't Start Now (canción de Dua Lipa) en el primer lugar de la Dance Club Songs de Billboard, así como en el top dos de Billboard Hot 100, posición que también logró el sencillo Levitating en esta misma posición durante el año 2021. La cantante Kylie Minogue también presentó su álbum Disco (álbum de Kylie Minogue) que logró los éxitos de música disco Magic (canción de Kylie Minogue), Real Groove y Say Something (sencillo de Kylie Minogue). 
En 2020 también se presentó un renovado interés en la obra de la legendaria cantante de música disco Donna Summer a través del cover realizado por el cantante Sam Smith de la canción I Feel Love y el remix realizado por el DJ noruego kygo de la canción Hot Stuff (canción). 
EN 2020, la banda Foo Fighters, lanza un proyecto alternativo denominado "Dee Gees" Como un homenaje a la mítica banda de música disco grupo original con covers como You Should Be Dancing,Night Fever, entre otros. 
Paralelamente sigue habiendo un mercado de aficionados, que permite que sigan editándose CD clásicos, remixes de algunas canciones conocidas, y que se celebren grandes conciertos, de convocatoria "familiar", como el realizado por la PBS en 2004, que unió a estrellas y artistas de aquel tiempo (como A Taste Of Honey, Leo Sayer, Tavares, Frankie Valli, Yvonne Elliman, HeatWave, The Hues Corporation o Martha Wash, entre otros), que "revivieron" muchas de las canciones que hicieron época.

## Subgéneros

### Variantes regionales
En la época de mayor esplendor (mediados de los 70), aparecieron un gran número de variantes regionales del género, en algunos casos consecuencia de las características especiales de algunos artistas, en otros como consecuencia de conceptos de producción y/o arreglos musicales. Entre estos subgéneros locales, cabe destacar:
- El Sonido Filadelfia, una creación de los productores y compositores Humble y Huff, y que generó una larga lista de números uno, con grupos como MFSB, The O'Jays o The Three Degrees y solistas como Patti Labelle o Billy Paul.
- El Sonido Nueva York, con temas de los artistas residentes de Studio 54 así como algunos de origen latino, como Van McCoy, Grace Jones, The Salsoul Orchestra, Amanda Lear o LaBelle, con su espectacular éxito Lady Marmalade.
- El Sonido Los Ángeles, que incluía grupos como Tavares, Love Unlimited Orchestra o Phyllis Hyman.
- El Sonido de Miami surgido de los Estudios Criteria y que comenzó con el hit de 1974 "Rock your Baby" (TK Records) compuesto por Harry Wayne Casey de KC and The Sunshine Band y entre otros Jimmy Bo' Horne.
- El Sonido Múnich, con artistas como Donna Summer, Silver Convention, Boney M, Ginno Soccio o Giorgio Moroder.
- El Sonido Disco Francés, de donde salieron intérpretes como Cerrone, Voyage o Patrick Hernández.

### Los DJ
El propio concepto del género, y su estrecha vinculación con las pistas de baile, otorgaron un papel relevante a los DJ en la popularización de la música disco. Con el tiempo, los más relevantes fueron incorporando elementos de creación a su trabajo con los vinilos, llegando a generar fórmulas rítmicas propias que fueron asumidas por los productores. Una de estas líneas de desarrollo de la música disco, enlaza directamente con el hip-hop (Afrika Bambaata).
Entre los DJ más importantes, cabe recordar a Nicky Siano (del club The Gallery en el Soho), Walter Gibbons, David Mancuso, John Benítez y Richie Kaczor (ambos de Studio 54), Francis Grasso, Ian Levine, Mike Pace, Preston Powell, etc.

### Música disco fuera de Estados Unidos
No se puede entender la evolución de la música disco sin la participación fundamental de Europa. Gran parte de los éxitos de la segunda mitad de la década se fraguaron, o se produjeron directamente, en el Viejo Continente. Si bien los artistas al otro lado del charco bebían de las influencias directas del soul y la música negra, en Europa las influencias son mucho más variadas: jazz, pop, estilos locales... y se nota una clara predilección y evolución en la música disco europea hacia los sonidos sintetizados, fundamentales para entender la música de baile de los años 1980 (euro/italo disco, House, Industrial, Electro...). Productores como el italiano Giorgio Moroder estarán a la cabeza de esta evolución, dentro del denominado "Sonido Múnich", con producciones para Donna Summer o propias como "From Here To Eternity".
La mayoría de las producciones europeas tiene vocación internacional, alejadas de nacionalismos y señas de identidad patrias. Los artistas graban en inglés y mezclan distintos estilos, bajo el ritmo típico a una velocidad media de 120 bpm. Esta ventajosa indefinición nacional hace que pronto la mayoría sean absorbidos por el mercado estadounidense, lo que haría que finalmente terminaran grabando y produciendo allí: Alec R. Costandinos, Jacques Morali, o Giorgio Moroder, serían artífices de éxitos disco a ambos lados del Atlántico. Entre sus éxitos están Village People (Morali), Donna Summer (Moroder), D.C. La Rue (Costandinos).
El estilo disco fue adoptado rápidamente, al igual que sucedió en Estados Unidos por artistas europeos consagrados como ABBA, claramente instalados en el género desde su éxito "Dancing Queen", dominando las listas durante finales de los 70 y comienzo de los 80. También, la Electric Light Orchestra, con temas claramente disco como Last Train To London, o sus incursiones en la banda sonora de la película Xanadu. Incluso cantantes tradicionales francesas como Dalida o Sheila, esta bajo el seudónimo Sheila B. Devotion, que obtendrían gran popularidad en el "disco sound".
Al igual que en Estados Unidos, en Europa se aprovechó el tirón de la música disco para desempolvar éxitos de décadas pasadas y obtener de nuevo un gran éxito. En este capítulo cabe destacar, desde Francia, Santa Esmeralda, con versiones de "The House Of The Rising Sun" o "Don't Let Me Be Misunderstood", ambos éxitos de The Animals; Belle Epoque con el "Black Is Black" de Los Bravos, los Gibson Brothers con "Que Será"; o desde Alemania, Boney M con Sunny de Bobby Hebb, y Eruption con el "One Way Ticket" de Neil Sedaka.
De la década dorada, se pueden destacar como exponentes europeos muy influyentes a Cerrone (Francia), Boney M (Alemania), La Bionda (Italia) o Barrabas (España).

#### Alemania
Alemania, de la mano de productores de la talla de Giorgio Moroder, Frank Farian o Rolf Soja, desde Múnich o Hamburgo, es con Francia uno de los países que más éxitos ha proporcionado a la música Disco mundial. Estilos como el Sonido Múnich son sellos identitarios de un estilo que se nutre del pop europeo, la música de raíces afroestadounidenses, el jazz, y la electrónica de vanguardia surgida en el Krautrock.

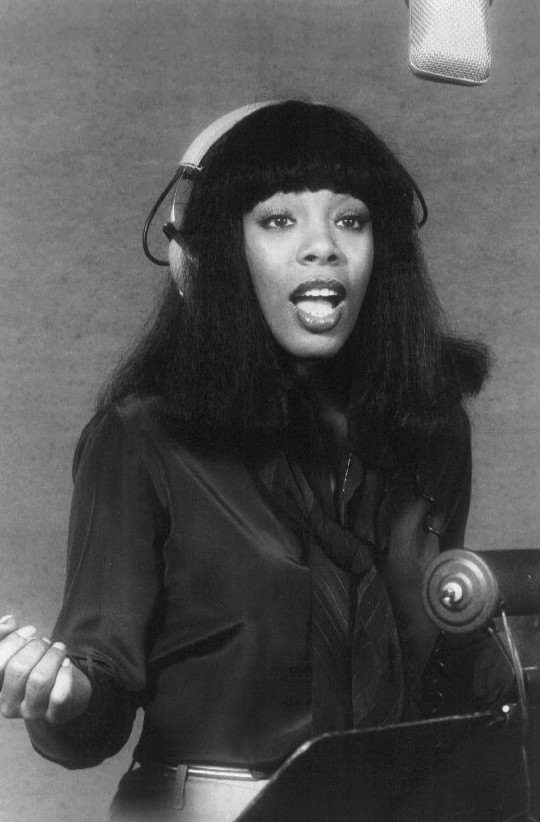
Donna Summer.

La cantante Donna Summer, que desembarcó en Europa como integrante del musical Hair a principios de los 70, recala en Alemania y de la mano de Girogio Moroder inicia una carrera de éxitos fundamentales para el éxito masivo de la música disco. La erótica "Love To Love You Baby" (1975) o la electrónica "I Feel Love" (1977) son éxitos populares del género en todo el mundo.
A Boney M, grupo integrado por cantantes y bailarines de las Indias Occidentales y Jamaica, y lanzados de la mano del productor Frank Farian, se les puede considerar exponentes de una música disco popular, pensada para el consumo masivo, con estribillos pop fáciles para el gran público ("Brown Girl in The Ring", "Rivers of Babylon", "Gotta Go Home", "El Lute" o "Daddy Cool") que podríamos denominar Bubble Gum-Disco.
Se denomina Sonido Múnich al estilo disco grabado fundamentalmente en los Musicland Studios o en los Union Studio de Múnich. Por los Musicland, de los cuales fue fundador Giorgio Moroder, pasarían un gran número e artistas internacionales, pero serán recordados siempre por las producciones disco, que incluían grandes partes de música electrónica, y con una vocación popular. Son exponentes Donna Summer, Roberta Flack, Boney M, Silver Convention, el propio Giorgio Moroder y proyectos de este como la Munich Machine.
Este paso del Krautrock electrónico a la música disco tuvo también su paso inverso. Los alemanes Kraftwerk, que se comenzaron a alejar del sonido frío del Krautrock desde el éxito Autobahn, asimilan de manera natural su sonido electrónico minimalista a la música disco, especialmente desde el inesperado éxito en las discotecas de Trans Europe Express. El álbum The Man Machine (1978) y Computer World (1981) inciden en este sonido electrónico disco que sería precursor e inspirador de corrientes de los años 1980 como el Electro Funk y del Tecno pop orientado a la pista de baile o el House.

#### España
Por su parte, en España, en la segunda mitad de la década y comienzo de los ochenta, hubo algunas incursiones en la música disco, destacando, sin duda alguna, el grupo Barrabás, una de las bandas de más éxito internacional (más famosos en Estados Unidos que en España), que produjeron temas de corte disco pero fusionando multitud de estilos como el jazz, rock o sonidos afro-latinos. Entre sus éxitos disco en los años 1970 destacan "Hi-Jack", "Desperately" o "Check-Mate", siendo unos de los precursores en la publicación, en 1975, de uno de los primeros maxisencillo (formato de vinilo de 12 pulgadas pensado para discotecas) de la historia. El tema elegido fue "Mellow Blow", en el sello Atlantic en Estados Unidos.
Otro artista a destacar fue el compositor Juan Carlos Calderón, que hizo incursión en la música disco con canciones instrumentales como el éxito "Bandolero" de 1974. Además de sus tres álbumes de "Juan Carlos Calderón Y Su Taller De Música" y "Disco".
El pianista y arreglista argentino Bebu Silvetti grabó en la discográfica española Hispavox sus mayores éxitos, como el instrumental "Lluvia de primavera" (Spring Rain), de su primer álbum "El mundo sin palabras" (1976), producido por Rafael Trabucchelli. Tuvo una recepción modesta en su lanzamiento inicial, sin embargo, en 1977 alcanzó un enorme éxito en las discotecas de todo el mundo con una nueva versión Disco mezclada por Tom Moulton en Salsoul Records. Esta versión fue utilizada para el nuevo álbum de Silvetti "Lluvia de primavera (Spring Rain)" así como para su respectiva versión corta en sencillo. Son destacables también otras canciones de Bebu Silvetti como Contigo (canción que sería versionada en 1975 por Paloma San Basilio), Viaje Sin Retorno, Velvet Hands, Sun After The Rain, Love Is On Tonight y Piano, esta última interpretada por otros notables pianistas como Raúl Di Blasio e incluso Richard Clayderman.
También harían incursión en la música disco Ramón Arcusa y Manuel de la Calva bajo el nombre de Sirarcusa, colaborando con Phil Trim en varios discos, siendo el más exitoso "Give Me Your Love" de 1977. Fue versionada al español por Arcusa y De La Calva para Julio Iglesias como "Un día tú, un día yo" en 1978.
El dúo Baccara también son dignos de mención. Si bien sus éxitos se tienen que considerar como producciones de música disco alemanas, su forma tan española de pronunciar el inglés, y sus orígenes, les hacen un hueco en esta sección. Mayte Mateos y María Mendiola fueron lanzadas desde Hamburgo por el productor Rolf Soja, que las bautizó Baccara (previamente se habían llamado Venus) y fue el artífice de dos piezas fundamentales de la música disco de los 70, "Yes Sir I Can Boogie" y "Sorry I'm a Lady". Como tantos otros artistas de la música disco su popularidad terminó pronto, siendo solo remarcable, aparte de estos éxitos mencionados, su éxito menor "The Devil Sent You To Laredo" y su participación en el festival de Eurovision, representando a Luxemburgo. En ese festival fueron las introductoras del sonido disco, ya que el Eurovision hasta entonces era pasto, salvo honrosas excepciones, de producciones de bubble-gum facilón o baladas románticas.
El sonido disco se instala en España fundamentalmente de la mano del denominado fenómeno "Fans" (lanzamientos comerciales de artistas adolescentes para adolescentes, sobre todo femeninas) entre 1979 y 1980. El resultado es un sonido pop con bases claramente "Disco", como se puede escuchar en los lanzamientos de artistas como Pedro Marin y su éxito "Aire" (1979), Iván, con sus éxitos "Sin Amor"(1979) (versión del tema Dschinghis khan que el grupo homónimo alemán interpretaría en Eurovision en 1979), y "Fotonovela" (1983), número 1 en países como Francia o Alemania; o Miguel Bosé, con sus éxitos internacionales, Super-Superman y Anna. Otros representantes disco-ibéricos de la época son "Apache" y "Goma de Mascar".
En el ámbito de la música infantil, al igual que sus compañeros adolescentes del fenómeno "Fans", se introduce el sonido disc. El grupo Parchís lo introducen algunas canciones, como Mortadelo y Filemón o En la Armada, entre otras. Además el dúo infantil Enrique y Ana también tuvo su incursión disco-kitsch en "Super Disco Chino".
Aprovechando el tirón, rodeado de cierto escándalo (para aquellos años) de artistas transexuales, o presuntamente transexuales, como Amanda Lear, Bibiana Fernández, más conocida como Bibi Andersen, publica en 1980 un tema de clara inspiración en el Múnich Disco Sound, llamado "Call Me Lady Champagne", de gran éxito en España y algunos países europeos como Alemania. El tema fue el comienzo de una efímera carrera musical.
Ya en los años 1980 algunos se apuntan al estilo italo disco, haciendo producciones electrónicas de similar factura y pretensiones internacionalistas. Dentro de este estilo podemos enmarcar al ya mencionado Iván, David Lyme, Charlie Danone, Atlanta, los seudónimos del productor RT1 tales como DJ Ventura - Mr Backer y Vicio Latino, Steve Clark (nada que ver con el miembro homónimo de la banda de rock Def Leppard), Xalan o Lenroy. El éxito internacional del "The Night" de Azul y Negro es también incluido habitualmente entre los éxitos europeos del italo disco, a pesar de que su línea iba más por la senda del tecno pop. Alaska y los Pegamoides consiguen un gran éxito en España, a principios de los 80, con el tema "Bailando" (1981), de clara inspiración en el sonido de los franceses Gibson Brothers y que posteriormente, aprovechando el boom del Acid House, volverían a grabar editando varias mezclas distintas, dentro de los estilos puramente electrónicos de finales de esa década.

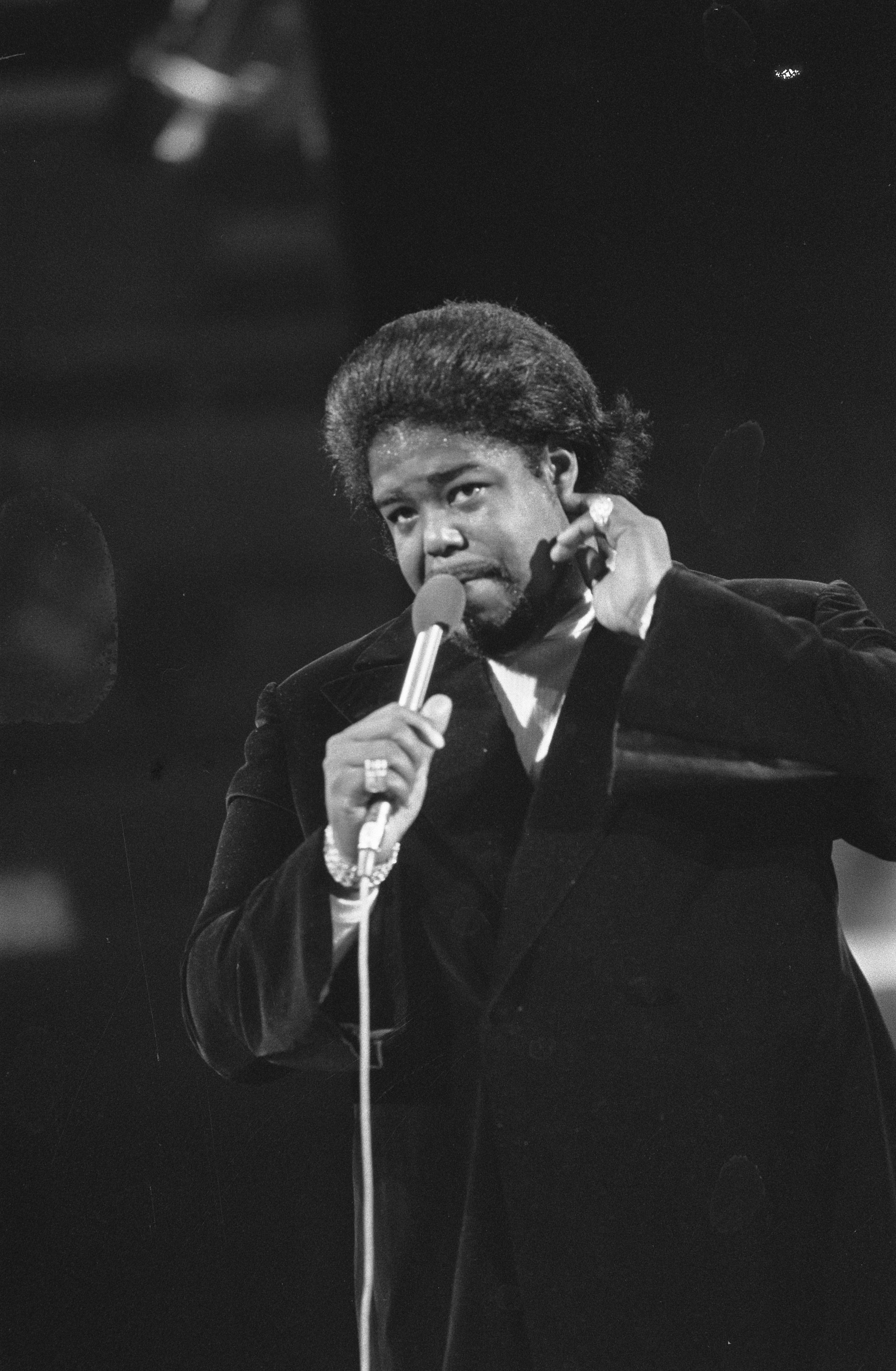
Barry White

Curiosamente, el grupo español que mejor sintetizó el sonido disco, la Fundación Tony Manero, aparece con el revival de los años 1990. Si bien su estilo, excesivamente purista en cuanto a la grabación del sonido, los aleja de sus coetáneos extranjeros como Jamiroquai, que lo adaptaron a la época post-House. Su éxito fue prácticamente local y se debe sobre todo a la inclusión del tema "Super Sexy Girl" como banda sonora del anuncio, para las televisiones en España, del modelo de coche "Space Star" de la marca japonesa Mitsubishi.

#### Francia
Francia es el otro gran productor de éxitos disco mundiales, si bien quizá no sea del todo conocido. De Francia salieron un gran número de producciones de corte internacional, en inglés, como los ya mencionados Cerrone, Santa Esmeralda o Belle Epoque.
Patrick Hernández sería número 1 en medio mundo con "Born To Be Alive", añadiendo la curiosidad de que Madonna llegó a estar en el cuerpo de baile que lo acompañaron en algunas actuaciones de su gira de 1980. Patrick Juvet, con éxitos como "Lady Night", "I Love America" o "Got A Feeling". Space con el éxito "Magic Fly" (representantes del Space Disco, otra variante electrónica de la música disco, próxima al Múnich Sound, pero con sabor más puramente electrónico, próximo a artistas como Jean Michel Jarre). Voyage y su éxito "Souvenirs" (considerado uno de los mejores temas de la música disco de todos loa tiempos), Gibson Brothers, Otawan y una larga lista de artistas sitúan a Francia como una de las grandes potencias de la música disco. 
Difference con "High Fly" también tuvieron una cierta repercusión internacional.
La cantante Sheila, tras ser una cantante de éxito en los años 60 se convertiría a la música disco con la denominación Sheila B. Devotion, alcanzando fama internacional con éxitos como Love me baby, Singing' in the Rain y Spacer. También es de destacar el hit disco de la cantante Dalida, otra cantante de pop francés clásico, J’attendrai, que ocupó los n.º 1 de los charts, o "listas de éxitos", en multitud de países, como Canadá o Japón. Francia aportó además de artistas gran cantidad de productores de música disco internacional, tanto propios, como afincados, entre los que hay que destacar Jacques Morali o Alec R. Costandinos.
La aportación francesa al euro disco/italo disco, viene de la mano de Desireless y su éxito "Voyage Voyage", Bandolero y su éxito "Paris Latino", o la Princesa Estefanía de Mónaco alias Stephanie con su éxito "Irresistible".

#### Italia
En Italia al igual que en Francia o en Alemania, se desarrolló música disco con pretensiones internacionales. Sin embargo, el género terminó desarrollando una variante especial denominada italo disco la cual evolucionó en parte gracias a la música electrónica que también le dio un toque único al género. El Italo-disco terminó siendo un estilo propio, cantado fundamentalmente en inglés, con la música producida completamente por instrumentos electrónicos y secuenciadores, que se identificaba con Italia, sin tener casi ninguna conexión con la música popular italiana anterior. En la década de los 70 son ejemplo de este estilo el grupo Easy Going, con éxitos como "Fear", Tulio De Piscopo con "Stop Bajon", La Bionda, con éxitos como "One For you, One For Me" o el disco-electro-pop "Wanna Be Your Lover" que muestra claramente la transición al italo-disco.
"Step By Step" de Koxo es otro claro exponente italiano, de la transición del disco setentero más ortodoxo al italo disco ochentero electrónico puro.
En los años 1980 hubo un sinfín de artistas italo disco, cabe destacar Kano, Kasso, Silver Pozzoli, Spagna, P Lion, Miko Mission, Baltimora, Righiera, Camaro's Gang, Den Harrow, Gary Low, Gazebo, The Twins.
Artistas consagrados como Raffaella Carrà incursionaron también en la música disco con temas de corte desenfadado también cantados en castellano: Hay que venir al sur, 0303456, En el amor todo es empezar, etc. Otro cantante italiano que al pasarse a la música disco consiguió un único e inesperado éxito internacional fue Pino D'Angiò, que con "Ma Quale Idea", conquistó los primeros puestos de innumerables "charts" internacionales.

#### Otros países europeos
Al músico griego Alexandre Garbis Sarkis Kouyoumdjian, más conocido como Alec R. Costandinos, como D.C. La Rue y con muchos otros seudónimos, se le puede considerar, junto al tándem Giorgio Moroder - Pete Bellotte, al productor francés Jacques Morali o al alemán Frank Farian, uno de los reyes de la música disco europea de la década de 1970. Afincado en Francia, compuso y produjo para un sinfín de artistas y proyectos propios, entre los que se encuentran Love and Kisses, Don Ray, Tony Rallo, Cerrone, Paris Connection, Sphinx, Sumeria y Alan Hawkshaw.
En Bélgica, el grupo Two Man Sound desarrolló su trabajo en diversos idiomas, de los cuales destacó su éxito Disco Samba, que los dio a conocer con su mezcla de ritmos brasileños y ambientes disco electrónicos influidos en parte por el estilo italo-disco. Su tema ¡Qué tal, América!, es considerado uno de los precursores del sonido house de la década posterior. Asimismo, desde Bélgica el grupo Télex alcanzaría popularidad en las pistas de baile internacionales con su tema electro-disco Moskow Disco (1978), de claras influencias en el Múnich sound más electrónico y sobre todo en el tema We Are The Robots, de los alemanes Kraftwerk. Este tema es considerado como gran influencia para el sonido house, también.
Desde Holanda, el músico Harry Thumann conseguiría un gran éxito internacional con Underwater, y desde Austria el grupo rock Ganymed obtendría repercusión con temas como It Takes Me Higher, dentro del estilo Space Disco.

#### Latinoamérica
En cuanto a Latinoamérica, a finales de los 70, el DJ José Luis Cortés "El Maromero", impulsa el género en México, dándole un toque muy especial. Igualmente M.T.M realiza una versión en español de la canción Double Dutch Bus Denominada El Peribus. Por su parte, el grupo Super Banda Macho de Virgilio Canales hizo versiones disco, integradas en popurrís, de canciones mexicanas tradicionales como corridos o algunas canciones veracruzanas, entre otros materiales mexicanos musicales. También el grupo Mi Banda El Mexicano, incorpora dentro de la instrumentación de sus tecnocumbias, componentes derivados de esta música, Inclusive algunas televisoras Locales de países como Guatemala, México, Argentina entre otros en esta década usaron temas disco para sus programas. El arreglista mexicano de origen argentino: Bebu Silvetti también incursionó en el género, obteniendo algunos éxitos y colaborando con bandas como Salsoul Orchestra.
En Venezuela, el cantante José Luis Rodríguez "El Puma" alcanzó auge con una versión disco del corrido venezolano "Pavo Real" y el tema "El amor es algo más", ambos del álbum Atrévete en 1980. El cantante Trino Mora también lleva al género disco el tema "Desesperanza" y, aparte, saca otros temas del género disco. Los cantantes Rudy Márquez y Rudy la Scala lanzan álbumes con puros temas disco en 1979 y ese mismo año el grupo Ámbar lanza su LP Love Maniac, y otros cantantes como Pecos Kanvas, Nancy Ramos, Mirla Castellanos, Delia Dorta y entre otros entran en el género e incluso la telenovela venezolana de Venevisión La señorita Elena tenía como tema principal la canción "Love Theme" versión instrumental de la banda Love Unlimited Orchestra en 1975.
En México, artistas como Juan Gabriel incursionan en este género y, entre 1978 y 1979, se publica el álbum "Me gusta bailar contigo", en el que varias canciones tienen arreglos y ritmos alusivos a la música disco. Canciones como "Nadie es como tú", "Everybody dance in Acapulco", "Buenos días, señor sol" y "Nadie baila como tú", entre otras, fueron rotundos éxitos en las discotecas de la época y sirvieron de base para sus producciones musicales futuras, otros artistas mexicanos que incursionaron en la música disco se encuentran Angélica María ("Miguel" y "Honestamente"), José José, Daniela Romo, Roberto Jordán, Flans ("Está Noche No"), Fandango, Los Joaō, Lucía Méndez, Yuri, Luis Miguel. Entre 1978 y 1980 se emite el programa de TV "Fiebre del Dos", bajo la conducción del animador Fito Girón, en el que se realizaban concursos de baile y se tocaban temas de música disco, la mayoría éxitos en inglés e instrumentales; fue un icono en la Televisión Mexicana de la cultura del disco.